# 立花鑑載
立花 鑑載（たちばな あきとし）は、戦国時代の武将。大友氏の家臣。立花氏の第7代当主。筑前立花山城主。
立花氏は大友貞載の子孫の一族であり、大友氏の庶流である。鑑載は、立花宗家の当主立花鑑光（あきみつ）の子、実は日田親賢（親堅)の次男で、養子となったとされる。大友親明の孫。

## 略歴
立花鑑光・鑑載の両名は大友義鑑から偏諱（「鑑」の字）を授与されており、この代からの家臣とみられる。
天文19年（1550年）の二階崩れの変の後、子の大友義鎮（宗麟）の代になると永禄年間（1558年～1570年）に鑑光（新五郎）が誅殺され、これによって後を継いで立花山城を領することとなった。永禄元年（1558年）1月22日、奴留湯融泉と共に兵を率いて、宗像郡村山田郷古賀原で筑前の豪族宗像氏貞と合戦になる。永禄3年（1560年）8月16日~19日、また宗像領地の許斐山城、白山城、蔦ヶ嶽城に数度の侵攻を参戦した。
しかし、先代鑑光の恨みもあってか、永禄7年（1564年）、鑑載も大友宗麟に対し謀叛を起こし、与力の米多比直知 (ねたび なおとも、大学助）を謀殺したが、翌永禄8年（1565年）4月27日～5月、吉弘鑑理と戸次鑑連らに攻められ、家臣の弥須図書助を鑑連配下の由布惟信に討ち取られた後、逃亡。後に宗麟から許され、奴留湯氏と立花山の東西両城を分け与えられている。許された理由は諸説あって定かではない。なお『九州諸家盛衰記』ではこのときに自害したとする異説を載せている。
永禄11年（1568年）に毛利元就の調略を受け、毛利勢の侵攻に呼応して高橋鑑種らと共に再び叛旗を翻した。この際にまた与力の薦野宗鎮を謀殺して、（立花山城の西の丸である）白嶽の奴留湯融泉を攻撃したが、取り逃がした。融泉から報告を受けた宗麟は激怒し、戸次鑑連、吉弘鎮信、臼杵鑑速らを攻撃に差し向け、城を攻囲させた。4月から7月にわたって、鑑載は安武民部と毛利軍の清水宗知、筑前国人原田親種、高橋家臣衛藤尾張守らと共に防戦したが、家臣の野田右衛門大夫は戸次鑑連の調略を受けて裏切り、4日に落城した。鑑載は23に自決したとも、野田右衛門大夫が彼の行跡を大友軍に知らせて、竃門（かまど）勘解由允鎮意に斬られて首だけ豊後に送られたとも、投降したが二度の謀叛を許されずに処刑されたとも云う。

### その後
嗣子の立花親善（ちかよし）は生き延びたものの、このような経緯から宗麟は立花家再興に難色を示し、元亀2年（1571年）、鑑連がその名跡を継ぐことで決着した。ただし正式には立花を名乗る許しはなく、鑑連本人も名乗らなかった。親善については実子とも戸次氏からの養子とも言われている。後者は、片賀瀬戸次氏に戸次親久の子の山城守親善がおり、これと同一人物とするものであるが、系図が判明しておらず不明である。

## 異説・『立花遺香』による立花鑑載の素性
鑑俊（載）は代々立花城主であり、大友家の嫡流でした。昔は立花氏のことを「西大友」と呼んでいたそうで、足利義教将軍からは「立花大友入道」宛ての書状もあったほどです。
それ以降は「大友」姓を改め、「立花」姓を名乗るようになりました。
大友家の中でも、古今を通じて立花以上の地位を持つ家はありませんでした。
鑑載の代までも、大友家からは非常に重んじられていたのです。
しかし、鑑載は重ね重ねの逆心・不忠があったため、最終的に滅ぼされました。
その子・新五郎（親善）は流浪の身となり、道雪（戸次鑑連）に訴え出ました。
「父・鑑載の不忠については言語道断です。親子の間には別の思いがあります。どうか憐れみをもって、少しでも先祖代々の所領を安堵していただけませんでしょうか。私は道雪様を少しも恨んではおりません。たとえ願いが叶わなくとも、どこにいようとも、大友家から構われぬよう、取り計らっていただきたい」と。
その願いにより、道雪は大友家へ取り次ぎをなさり、はじめは赦しが出ませんでしたが、度々の嘆願の末、ついに住む場所の安堵が叶いました。
その後、道雪は再び大友家へ申し上げました。「立花家は大友家の嫡孫であり、代々忠節を尽くしてきた家です。新五郎（ここは鑑載の養父・鑑光のこと）には不忠があったゆえに先代義鑑公に誅されたとはいえ、その後も鑑載が立花家を再興しようとしたが、再び不義を重ねて討たれました。この鑑載は、もともと立花家の家臣筋の出身で、血統もはっきりせず、不忠に至ったのも無理からぬことです。」

由布惟次が語ったところによると、立花左近将監鑑載は、元々は「軸丸右近」という者の子であり、秋月家の女の子または秋月殿（一説は秋月文種）の子とも言われているそうです。
かつて秋月家が滅亡した際、その侍女の中で容姿に優れた者を、軸丸が妻としたところ、すぐに男子（＝鑑載）が生まれました。
その後、軸丸は何らかの事情で殺されてしまい、妻は一万田弾正（父の親泰か子の鑑相かは不明）の妾となりましたが、「この男子と離れては仕えられぬ」と述べ、子と共に引き上げられ、寵愛を受けました。
その後、母は息子のために多方面に奔走し、田原・吉岡をはじめとした親類に依頼して、何とかこの子を取り立てようと努力した結果、軸丸が立花家の譜代であり、立花家に伝わる系図・巻物などを持っていたことを利用して、これを口実に様々な訴えをし、「立花家」の名跡を継がせたということです。
鑑載の母は、実は秋月家の娘で、軸丸が密かに関係を持って連れ出したとも言われております。
また同じく由布惟次の話によると、筑前の立花城主であった立花新五郎（ここも鑑載の養父・鑑光のこと）に至るまで、代々大友家に対して数多くの忠節を尽くしてきたとのことです。
加えて、大友家の嫡流であったことから、大屋形（＝大友義鑑）の代までは、非常に重んじられていたのです。
もっとも鑑俊は、初めのうちは非常に軽んじられていましたが、筑前・肥前の間で2、3度ほど活躍し、その後、立花城主に任命されました。それ以降は、歴代立花家の格式を変えることなく、同様に扱われていました。
ただし、先代たちがあまりにも権勢を誇っていたため、豊後の本家を凌ぎ、ついには立花家から大友家の名跡を継承しようとまで嘆願したことで、陰謀が露見し、立花家の名跡は断絶してしまったのです。
鑑俊も武勇に優れてはいましたが、幼少のころから母によって、さまざまな不義や謀反の心を教えられていたといいます。